# Hilfsfrist
Die Hilfsfrist ist das wichtigste Planungs- und Qualitätsmerkmal für die Einsätze von Feuerwehr und Rettungsdienst. In den Gesetzen der Länder zum Rettungsdienst und Brandschutz sowie kommunalen Brandschutzbedarfsplänen werden Höchstwerte für die Hilfsfrist bzw. zusätzlich Schutzziele (Hilfsfrist und Personalstärke) beim Brandschutz festgelegt. Danach richtet sich die Dichte des Netzes an Rettungswachen und Feuerwehrstandorten sowie deren Personal- und Sachmittelausstattung. Die Einhaltung der Hilfsfrist kann durch die Einsatzdokumentationen der Leitstellen überprüft werden.

## Definition

Zeitabschnitte der Hilfsfrist

Es gibt unterschiedliche Definitionen zur Hilfsfrist. Meist wird sie nicht ab dem Eintreten eines Notfalles/Brandes, sondern erst vom Beginn der Notrufabfrage in der Leitstelle an bis zum Eintreffen adäquater Hilfe am Einsatzort definiert. Dieses Zeitintervall ist planbar. Die Zeit bis zum Notrufeingang in der Leitstelle, auch Meldefrist genannt, hängt dagegen von Zufällen ab und ist nicht planbar. Rauchmelder in Privathaushalten und Brandmeldeanlagen in besonders gefährdeten Gebäuden sowie ein dichtes Netz an Notrufeinrichtungen können diese Zeit entscheidend verkürzen. Die Hilfsfrist endet mit dem Eintreffen der Einsatzkräfte am Einsatzort und der Einleitung effektiver Hilfsmaßnahmen.
Die Hilfsfrist lässt sich in drei wesentliche Zeitabschnitte unterteilen: die Gesprächs- und Dispositionszeit in der Leitstelle, die Ausrückzeit der Einsatzkräfte und die Anfahrtszeit bis zum Einsatzort.
Gesprächs- und Dispositionszeit
Nach Eingang des Notrufes in einer Leitstelle nimmt der Disponent den Schadensfall auf, entscheidet nach den Informationen des Anrufers und unter Berücksichtigung der entsprechenden Alarmpläne, welche Einsatzkräfte alarmiert werden müssen, und alarmiert diese. Die planerische Durchschnittszeit für die Gesprächs- und Dispositionszeit liegt bei etwa einer Minute im Rettungsdienst und 1,5 Minuten beim Brandschutz (Sollwert nach AGBF).
Ausrückzeit
Die Ausrückzeit beginnt mit der Alarmierung der Einsatzkräfte über automatisierte Alarmierungssysteme im Rettungsdienst und bei hauptamtlich besetzten Feuerwachen beziehungsweise durch das Anlaufen der Sirene oder des Funkmeldeempfängers bei Freiwilligen Feuerwehren. Sie enthält den Weg vom Aufenthaltsbereich zur Fahrzeughalle im Rettungsdienst und bei hauptamtlich besetzten Feuerwachen bzw. die Anfahrt der ehrenamtlichen Helfer zum Feuerwehrhaus sowie das Anlegen der persönlichen Ausrüstung bei Brandeinsätzen. Mit der Abfahrt des besetzten Fahrzeuges endet die Ausrückzeit.
Die planerische Durchschnittszeit schwankt von etwa einer Minute im Rettungsdienst und bei der Berufsfeuerwehr und bis zu vier Minuten bei Freiwilligen Feuerwehren (Sollwert nach AGBF).
Anfahrtszeit
Die Anfahrtszeit vom Fahrzeugstandort zum Einsatzort stellt in der Praxis eine Planungsvariable in der Hilfsfrist dar. Sie soll zu 95 % innerhalb der gesetzlichen Regelungen für die Hilfsfrist bleiben. Die Abweichung von 100 % ergibt sich durch besondere Ereignisse wie extreme Wetterlagen, Unfall auf dem Einsatzweg, Duplizitätsfälle. Der planerische Sollwert für (Freiwillige) Feuerwehren liegt bei vier Minuten (nach AGBF).

Einsatzgrundzeit ist ein in Rheinland-Pfalz gebräuchlicher Begriff, der die Ausrückzeit und die Anfahrtszeit zusammenfasst.

## Kritik
Um die Genesung eines Notfallpatienten zu gewährleisten, müssen lebensrettende Sofortmaßnahmen möglichst zeitnah durchgeführt werden. Die Erfolgschancen bei einer Reanimation nach drei Minuten liegen bei 75 %, nach zehn Minuten bei 5 %.

Beim standardisierten Schadensereignis „kritischer Wohnungsbrand“ nach AGBF muss 18 bis 20 Minuten nach Brandausbruch mit einem Flashover gerechnet werden. Des Weiteren liegt die Erträglichkeitsgrenze für eine Person im Brandrauch laut ORBIT-Studie bei ca. 13 Minuten. Die Reanimationsgrenze für eine Person im Brandrauch beträgt laut ORBIT-Studie etwa 17 Minuten. Deshalb gibt die AGBF eine Hilfsfrist von 9,5 bzw. 14,5 Minuten (+ 3,5 min Meldezeit) vor (siehe Abb.).

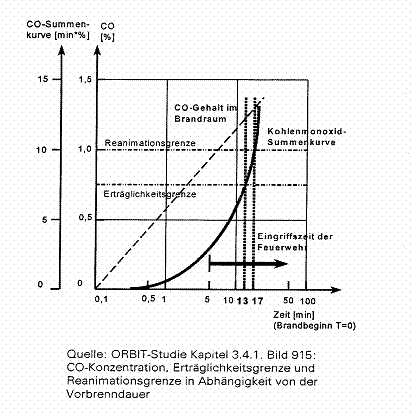
Rauchgaskurve nach der Orbit-Studie

Jüngere Studien weisen der ORBIT-Studie, die grundsätzlich nicht zur Planung der Hilfsfrist, sondern zur Beschaffungsplanung für Feuerwehr-Fahrzeuge erstellt wurde, gravierende Mängel nach:
- Im Gegensatz zu den Annahmen der Studie tritt (nach jüngeren französischen Studien) die Mehrzahl der letalen Rauchgasvergiftungen nicht durch Kohlenmonoxid, sondern durch Blausäurevergiftung (Entstehung aus Kunststoffbrand) ein.
- Die statistische Brandentdeckungszeit lag bereits zum Zeitpunkt der Erstellung der ORBIT-Studie oberhalb der von der ORBIT-Studie postulierten Erstickungszeit, so dass statistisch eine Rettung unter diesen Annahmen gar nicht möglich wäre.
- Die Anwendbarkeit der ORBIT-Studie in der Fläche, d. h. im Bereich Freiwilliger Feuerwehren, ist sehr fraglich, da das statistische Basismaterial der Studie überwiegend von Berufsfeuerwehren stammt.
- Die Feuerwehren leisten nur zu einem geringen Prozentsatz ihrer Einsätze tatsächlich Brandbekämpfung; überwiegend handelt es sich um technische Hilfeleistungen. Die Festlegung der Hilfsfristen auf Grundlage eines Einsatzszenarios, das weniger als 20 % des Einsatzspektrums ausmacht, darf als fragwürdige Methodik angesehen werden.[4][5][6][7]

Darüber hinaus hat die Entwicklung im Gebäudebestand dazu geführt, dass der Flashover als Einsatzrisiko für Feuerwehrleute deutlich an Gefährlichkeit zugenommen hat. Durch Wärmedämmung wird der Zeitpunkt des Flashovers früher erreicht, so dass kleine Einsatztrupps aus Gründen der Eigensicherung dem Löschangriff Vorrang vor der Personenrettung einräumen sollten. Dies wiederum führt zu einer Verlängerung der Frist zur Personenhilfe.
Die methodische Grundlage zur Definition der Hilfsfrist durch ORBIT- und verwandte Studien wird daher kritisiert und teilweise als überholt angesehen.

## Politische und institutionelle Vorgaben
In Deutschland sind die Bundesländer zuständig für den Rettungsdienst. Dementsprechend sind die Vorgaben zur Hilfsfrist in bis zu 16 unterschiedlichen Normwerken zum Rettungsdienstrecht geregelt. Obwohl die Vorgaben wegen ihrer Relevanz von den parlamentarischen Gesetzgebern beschlossen werden müssten gibt es Vorgaben, die allein von der Landesregierung beschlossen wurden. Die Hilfsfrist beginnt nach diesen Regelungen überwiegend mit dem Eingang des Notrufes, mit der Einsatzentscheidung (Niedersachsen), der Einsatzeröffnung (Bremen) oder dem Beginn der Anfahrt (Bayern, Saarland). Die Hilfsfrist selbst reicht von acht Minuten in dicht besiedelten Gebieten Nordrhein-Westfalens bis hin zu maximal 17 Minuten in ländlichen Gebieten Thüringens (bei einer Versorgung von 95 % der Bevölkerung im Rettungsdienstbereich bis 15 Minuten). 

Zeitabschnitte der Hilfsfrist

Brandschutz dagegen ist eine kommunale Aufgabe. Gemeinden legen in Brandschutzbedarfsplänen entsprechend den örtlichen Gegebenheiten das anzustrebende Schutzziel und den dabei einzuhaltenden Zielerreichungsgrad fest. Überprüft werden diese Vorgaben von den Bundesländern. In einigen Bundesländern sind Art und Anwendung eines Brandschutzbedarfsplans vorgeschrieben.
Da es keine bundesweit einheitlichen gesetzlichen Regelungen und Richtlinien gibt, haben die von der Arbeitsgemeinschaft der Leiter der Berufsfeuerwehren (AGBF) entwickelten Schutzzieldefinitionen für unterschiedliche Szenarien (Schadenereignisse) große Bedeutung als Richtschnur, insbesondere das exakt definierte Schadensereignis „kritischer Wohnungsbrand“. Neben rein zeitlichen Vorgaben zur Hilfsfrist werden dabei auch die erforderlichen Personalstärken für einen effektiven Einsatz sowie die nötige Eigensicherung festgelegt und der erforderliche Erreichungsgrad (95 %) definiert (siehe Abb.). Die meisten Brandschutzbedarfspläne halten sich eng an diese Vorgaben. Zusätzlich sollten besondere Gefährdungsbereiche berücksichtigt werden.

## Hintergrund
An der Hilfsfristvorgabe hat sich die konkrete Organisationsplanung (Standorte der Rettungs- und Feuerwachen, personelle und materielle Ausstattung) auszurichten, was wiederum wesentlich die Vorhaltekosten der Gefahrenabwehr bestimmt.
Wo Standorte von Feuerwehr und Rettungsdienst historisch gewachsen sind, sind diese häufig in zentralen Orten konzentriert (z. B. mehrere Hilfsorganisationen in einer Kreisstadt), während in der Fläche solche Standorte fehlen. Eine Standort- und Ausstattungsplanung anhand der Hilfsfristvorgabe soll eine annähernd gleich gute Versorgung aller Menschen im Planungsgebiet ermöglichen.
Der geforderte reale Erreichungsgrad muss zwangsläufig geringer als 100 % sein, weil Vorkommnisse wie ungewöhnlich viele gleichzeitige Einsätze in einem Gebiet, Unfälle oder Defekte von Einsatzfahrzeugen auf der Anfahrt oder nicht passierbare Straßen nicht abschließend planbar sind.

## Hilfsfrist der Rettungsdienste verschiedener Bundesländer
(Immer vom Eingang der Notfallmeldung in der Leitstelle bis zum Eintreffen am Notfallort)
- Baden-Württemberg: 10–15 Minuten[1]
- Bayern: max. 12 Minuten kürzeste planerische Fahrtzeit (zzgl. nicht näher definierter Bearbeitungszeit in der ILST)[11]
- Berlin: bedarfsgerecht
- Brandenburg: 15 Minuten (bei elektronischen Einsatzleitsystemen ab dem Zeitpunkt der Erstalarmierung)
- Bremen: 95 % in 10 Minuten
- Hamburg: 8–10 Minuten (DV der BF), laut Gesetzestext „Bedarfsgerecht und angemessen“
- Hessen: 90 % in 10 Minuten, 95 % in 15 Minuten (Rettungsdienst), 15 Minuten theoretisch-planerische Erreichbarkeit vom Standort aus (Notarzt)[12]
- Mecklenburg-Vorpommern: 10 Minuten
- Niedersachsen: 95 % in 15 Minuten[13]
- Nordrhein-Westfalen: 8 Minuten, in ländlichen Bereichen 12 Minuten
- Rheinland-Pfalz: 15 Minuten
- Saarland: 95 % in 12 Minuten
- Sachsen: 95 % in 12 Minuten
- Sachsen-Anhalt: 12 Minuten
- Schleswig-Holstein: 12 Minuten
- Thüringen: 14 Minuten, in ländlichen Bereichen 17 Minuten.

## Hilfsfristen international
Es gibt keine EU- oder europaweiten Richtlinien für die Einhaltung bestimmter Hilfsfristen. Allenfalls gibt es die Empfehlung einer Hilfsfrist zwischen zehn und zwanzig Minuten, die die Mitgliedsstaaten eigenständig nach oben oder unten abwandeln können.
Die Feuerwehren in den Vereinigten Staaten haben in städtischen Gebieten eine Hilfsfrist von neun Minuten mit einer Personalstärke von 15 Feuerwehrkräften bei einer Zielerreichung von 90 % einzuhalten. Im ländlichen Bereich mit einer Einwohnerzahl von mindestens 200 Menschen pro km², wird nur noch eine Staffel als Mindestplanungsgröße gefordert. Diese muss nach 14 Minuten vor Ort sein in 80 % der Fälle. Bei dünn besiedelten Gebieten ist die Hilfsfrist noch länger. Ist der Brand 14 Kilometer von der Feuerwehr entfernt, hat diese nach knapp 25 Minuten vor Ort zu sein.

## Hilfsfrist als Qualitätsmaß
Der reale Erreichungsgrad der Hilfsfrist in einem Gebiet kann nachträglich anhand von Einsatzstatistiken festgestellt werden. Er dient dann als Qualitätsmaß. Weicht dieser Wert signifikant von der Hilfsfristvorgabe ab, dann muss die Organisation des Brandschutzes bzw. Rettungsdienstes überprüft werden, insbesondere die Anzahl und die Positionierung von Rettungsfahrzeugen.